# 올림피아 (그리스)

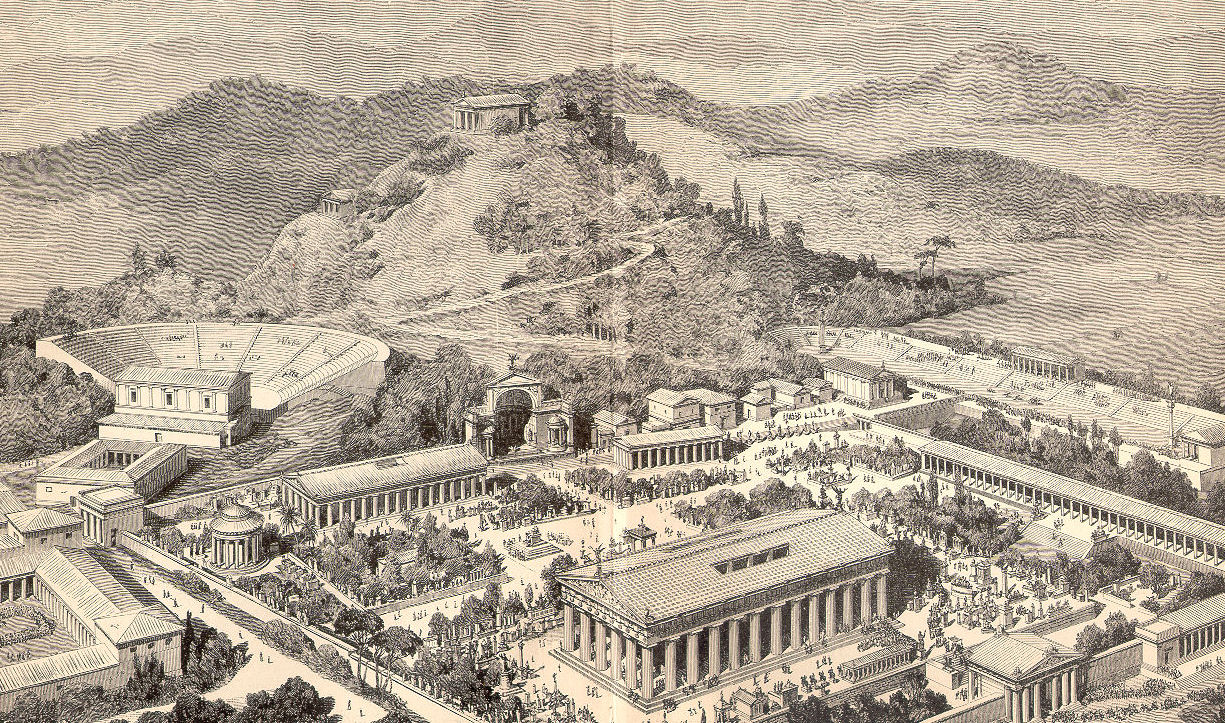
고대 올림피아의 모습

올림피아(Ολυμπία)는 엘리스에 있는 고대 그리스의 성소로, 고전기에 델포이의 피티아 경기에 비견되던 올림피아 경기가 열린 곳으로 유명하다. 두 경기는 4년마다 한번씩 열렸으며, 올림피아 경기의 기원은 기원전 776년까지 거슬러 올라간다. 기원후 349년, 1170년 만에 로마 황제 테오도시우스 1세는 올림피아 경기를 이교의 잔재로 여겨 폐지를 명하였다.